# 爟增三
雙子座χ，又名BD+28 1532，HD 66216、SAO 79896、HR 3149，是雙子座的一颗恒星，视星等为4.94，位于銀經193.9，銀緯27.14，其B1900.0坐标为赤經7h 57m 22.6s，赤緯+28° 27.14′ 29″。